# 加维昂 (波塔莱格雷)
加维昂（葡萄牙語：Gavião）是葡萄牙波塔莱格雷区的一个堂区。总面积57.85平方公里，总人口1814人，人口密度31.4人/平方公里。